# Nyängsån
Nyängsån är ett vattendrag i Säters kommun (Stora Skedvi församling). Den smala ån rinner från sjön Nedre Klingen till Hyen och passerar genom Arkhyttan, där en kraftstation finns. Hyens utlopp i Dalälven heter Uppboån.